# Култура на Корея
Традиционната култура на Корея представлява общото културно наследство на населението на корейския полуостров. От средата на 20 век полуострова бива разделен политически на Северна и Южна Корея, като в резултат от това поделение възникват множество културни различия между двете страни.

## Начин на живот

### Къщи
Корейските традиционни къщи се наричат ханок (хангъл:한옥). Местата където те биват построени обикновено се избират чрез използването на традиционна геомантия. Въпреки че геомантията е съществена част от корейската култура и шаманизъм от праисторически времена, тя повторно се въвежда от Китай в Корея по време на периода на Трите царства в корейската история.
Една къща трябва да бъде построена срещу хълм и да гледа на юг, за да влиза вътре колкото се може повече слънчева светлина. Този начин на строеж все още се предпочита в модерна Корея. Геомантията също играе важна роля за формата на сградата, посоката към която гледа и материала, с който се строи.
Традиционните корейски къщи могат да бъдат построени с вътрешно крило (안채, анче) и външно крило (사랑채, сарангче). Индивидуалното оформление на една къща зависи от региона, в който е разположена и богатството на семейството. Докато аристократичните семейства използват външното крило за приеми с гости, по-бедните семейства гледат домашни животни и добитък в тяхното сарангче.  Колкото е по-богато семейството, толкова е и по-голяма къщата. Въпреки това е забранено на всички семейства да имат по-голяма резиденция от тази на краля, и тя не трябва да надвишава 99 кан. Кан е разстоянието между две колони в традиционната къща.
Вътрешното крило обикновено се състои от дневна стая, кухня и централна зала с дървен под. В зависимост от статуса на семейството, могат да се построят и допълнителни помещения. Бедните фермерски семейства често нямат каквото и да е било външно крило в къщите си.
Характерно за корейските къщи е използването на подово отопление (온돌, ондол) още от праисторически времена. Основните материали за строеж са дърво, глина, керемиди, камък и слама. В днешно време няма много оцелели традиционни къщи, поради използването на материали като дърво и глина. Въпреки това в днешно време корейците живеят в апартаменти и модернизирани къщи

### Градини
Принципът на създаване на храмови градини е един и същ с този на частните градини създадени за лично ползване. Корейското градинарство в Източна Азия е силно повлияно от корейския шаманизъм и корейската народна религия. Шаманизмът набляга над природното и мистериозното, като се обръща голямо внимание на детайлите на оформлението на градината. За разлика от японската и китайска градина, която е изпълнена с елементи създадени от човек, в традиционната корейска градина се избягва да се поставят изкуствени елементи, като по този начин градината изглежда по-естествена.
Езерцето с лотоси е важна характеристика на корейската градина. Ако в градината има естествен поток, често в близост до него се строи беседка/павилион, позволяваща да се наблюдава водата. Терасирани цветни лехи са често срещани в традиционната корейска градина.

### Облекло
Традиционното корейско облекло наречено ханбок(한복, 韓服) се носи от древни времена. Ханбок се състои от горна част – риза (чогори) и пола (чима).

### Кухня
Оризът е характерната храна на Корея. Корейската кухня е силно повлияна от агрикултурното минало на страната. Основните зърнени култури в Корея са ориз, ечемик и боб, но се използват и много други допълнителни зърнени растения. Рибата и други морски дарове също са много важни, тъй като Корея е полуостров. От ранни времена също започват да се готвят ферментирали храни. Те включват маринована риба и туршии. Този вид храна осигурява важни протеини и витамини по време на зимата.
Ястията в Корея могат да се разделят на церемониална храна и ритуална храна. Церемониалната храна се използва когато детето достигне 100 дена живот, по време на първия рожден ден, на сватбена церемония, и на 60-ия рожден ден. Ритуалната храна се използва на погребения, при обреди свързани с предците, шамански приношения и храмова храна.
Отличителна характеристика на храмовата храна е това, че при приготвянето ѝ не използват петте подправки със силен аромат на корейската кухня (чесън, зелен лук, див рокамбол, праз и джинджифил) и месо.
Кимчи е една от най-известните храни в Корея. Кимчи са мариновани зеленчуци, които съдържат витамини А и С, тиамин, рибофлавин, желязо, калций, каротин и др. Съществуват много видове кимчи като кимчи от зеле, кимчи от краставици, ряпа, и сесам.
За церемонии и ритуали се използват оризови питки. Цветът на храната и съставките на рецептите се съчетават в баланс с ин и ян. В днешно време, сурасан (традиционна придворна кухня) е достъпна за цялото население. В миналото ястията от зеленчуци са изключително важни, но консумацията на месо днес е увеличена. Традиционни ястия включват самбап, пулгоги, синсоло, кимчи, пибимбап, и куджолпан

## Обекти на световното наследство

### Хуасон
|  | Тази страница частично или изцяло представлява превод на страницата Culture of Korea в Уикипедия на английски. Оригиналният текст, както и този превод, са защитени от Лиценза „Криейтив Комънс – Признание – Споделяне на споделеното“, а за съдържание, създадено преди юни 2009 година – от Лиценза за свободна документация на ГНУ. Прегледайте историята на редакциите на оригиналната страница, както и на преводната страница, за да видите списъка на съавторите. ВАЖНО: Този шаблон се отнася единствено до авторските права върху съдържанието на статията. Добавянето му не отменя изискването да се посочват конкретни източници на твърденията, които да бъдат благонадеждни. |